# Adolphe Fraissinet
Pour les articles homonymes, voir Fraissinet.
Adolphe Fraissinet est un homme politique français né le 19 juillet 1821 à Marseille (Bouches-du-Rhône) et décédé le 21 décembre 1893 à Marseille.

## Biographie
Adolphe Fraissinet est le fils de l'armateur Marc Constantin Fraissinet, adjoint au maire de Marseille, et de Suzette Fraissinet.
Armateur, à la tête d'une importante compagnie de transports maritimes (Compagnie Fraissinet), il est élu député des Bouches-du-Rhône lors des élections complémentaires du 2 juillet 1871, et siège au centre gauche.